# Karl Kertelge
Karl Kertelge (* 28. April 1926 in Selm; † 29. Juni 2009 in Münster) war ein deutscher römisch-katholischer Priester, Theologe und Neutestamentler.

## Leben
Karl Kertelge studierte in Münster bei Max Meinertz und Josef Gewiess und in München (Freisemester) bei Friedrich Wilhelm Maier und Rudolf Schnackenburg Theologie. Nach der Priesterweihe 1951 in Münster war er als Kaplan und Religionslehrer in Marl und Burgsteinfurt tätig. Als wissenschaftlicher Assistent an der Katholisch-Theologischen Fakultät der Universität Münster wurde er promoviert. Anschließend ging er als Professor für Exegese des Neuen Testaments an die Theologische Fakultät Trier. 1976 folgte er einem Ruf zurück an die Universität Münster. 1991 wurde er emeritiert.

## Schriften (Auswahl)
- Rechtfertigung bei Paulus. Studien zur Struktur und zum Bedeutungsgehalt des paulinischen Rechtfertigungsbegriffs. 2. Aufl. Münster, 1971. ISBN 3-402-03621-5.
- Gemeinde und Amt im Neuen Testament. München 1972, ISBN 3-466-25012-9.
- Der Brief an die Römer. Düsseldorf 1983, ISBN 3-491-77106-4.
- Grundthemen paulinischer Theologie. Basel 1991, ISBN 3-451-22188-8
- Markusevangelium. Würzburg 1994, ISBN 3-429-01550-2.